# テリー・テイラー
テリー・テイラー（Terry Taylor、本名：Paul Worden Taylor III、1955年8月12日 - ）は、アメリカ合衆国の元プロレスラー、ブッカー。サウスカロライナ州グリーンビル出身。
ブッカーとしての才能をビンス・マクマホンやダスティ・ローデスに認められ、現役引退後の1995年からはクリエイティブ・スタッフの立場でWWEとWCWを股にかけて活動、マンデー・ナイト・ウォーズが激化していた両団体のバックステージで辣腕を振るった。
2000年代はTNAにてタレント・リレーション部門のディレクターを務め、2013年からはWWEパフォーマンス・センターのトレーナーを担当している。

## 来歴
エディ・グラハムにスカウトされ、1979年にNWAフロリダ地区のCWFにてデビュー。ベビーフェイスの新鋭として各地を転戦し、1980年4月25日にアラバマのSECWにてバッドニュース・ハリスからNWAサウスイースタン・ヘビー級王座を奪取。同年8月22日にはジョージアのGCWにてNWAナショナルTV王座の初代王者に認定され、翌1981年1月には中西部のCSWにて、バズ・タイラーからNWAセントラル・ステーツTV王座を奪取している。同年6月7日にはジム・クロケット・プロモーションズのテリトリーだったバージニア州ロアノークにおいて、レス・ソントンを破りNWA世界ジュニアヘビー級王座を獲得した。
1982年からはAWAの提携団体だったテネシー州メンフィスのCWAに参戦、8月30日にスティーブ・カーンと組んでスウィート・ブラウン・シュガー&ボビー・イートンからAWA南部タッグ王座を奪取。翌1983年はジャック・ルージョー・ジュニアとAWA南部ヘビー級王座を争い、同年12月1日にはバディ・ランデルを下してCWAミッドアメリカ・ヘビー級王座にも戴冠した。
1984年より、ビル・ワットが主宰するミッドサウス地区のMSWAに定着。金髪の二枚目ベビーフェイスとして女性ファンの支持を集め、6月16日にクラッシャー・クルスチェフからミッドサウスTV王座を奪取。1985年3月13日にはテッド・デビアスを破り、フラッグシップ・タイトルの北米ヘビー級王座を獲得している。同年6月1日にはニューオーリンズのスーパードームにおいて、リック・フレアーの保持していたNWA世界ヘビー級王座に挑戦した。

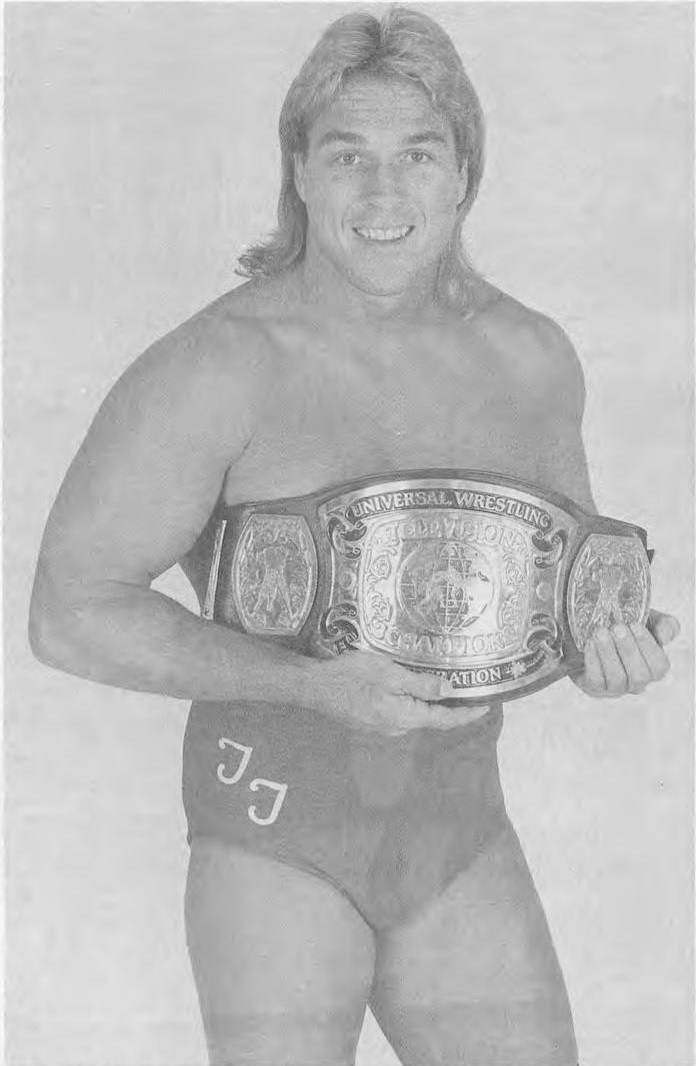
UWF世界TV王者時代（1987年）

1986年にMSWAが団体名をUWFと改称してからもベビーフェイス陣営の主力となって活躍。5月25日にはバズ・ソイヤーを下してUWF世界TV王座を獲得した。タッグでは12月27日、ハクソー・ジム・ドゥガンと組んでワイルド・ビル・アーウィン&バッド・バッド・レロイ・ブラウンからUWF世界タッグ王座を奪取。ドゥガンの離脱でタイトルが空位になると、翌1987年2月7日に行われた新王者チーム決定トーナメントにクリス・アダムスと組んで出場、決勝で若手時代のスティング&リック・スタイナーを破って王座に返り咲いた。8月3日にはシェーン・ダグラスを下して再びUWF世界TV王者となるが、UWFがNWAのジム・クロケット・ジュニアに買収されると、11月26日の『スターケード1987』にてNWA世界TV王者のニキタ・コロフとUWFとNWAの両TV王座統一戦を行い、この試合に敗れたことを機に団体を離脱。
その後はテキサス州ダラスのWCWAにて、1988年2月26日にマット・ボーンからテキサス・ヘビー級王座を奪取。アイスマン・キング・パーソンズをパートナーに、ケビン&ケリー・フォン・エリックを破ってWCWA世界タッグ王座も獲得した。
1988年7月、デビアスの仲介でWWFへ移籍。レッド・ルースター（The Red Rooster）と名乗ってヒールに転向して、ボビー・ヒーナン率いるヒーナン・ファミリーの一員となり、11月24日の『サバイバー・シリーズ1988』ではハルク・ホーガン&ランディ・サベージのチームと対戦した。翌1989年1月7日の『サタデー・ナイト・メイン・イベント』でヒーナンと仲間割れしてベビーフェイスに戻るが、選手層の厚いWWFではミッドサウス時代のような活躍は果たせず、1990年6月にWWFを退団。
WWF離脱後の1990年7月、全日本プロレスに初来日。田上明、川田利明、小橋健太とのシングルマッチやジャイアント馬場&ラッシャー木村とのタッグマッチが組まれ、スタン・ハンセンのパートナーとなってテリー・ゴディ&スティーブ・ウィリアムスとも対戦した。
同年下期よりWCWに参戦、ヒールとして女性マネージャーのアレキサンドラ・ヨーク率いるヨーク・ファウンデーションに加入する。1992年2月17日にはグレッグ・バレンタインと組んでロン・シモンズ&ビッグ・ジョッシュからWCW USタッグ王座を奪取した。同年8月には新日本プロレスの『G1クライマックス』に来日して、NWA世界ヘビー級王者決定トーナメントに出場。1回戦で馳浩から不戦勝を収めたが、準々決勝で佐々木健介に敗退した。
帰国後の1992年9月、"テリフィック" テリー・テイラー（"Terrific" Terry Taylor）の名でWWFに復帰。ヒールのカラー・コメンテーターも兼任したが、翌1993年8月にWCWに戻り、ベビーフェイスの中堅として1994年まで在籍。その後、シカゴのAWFを経て、1995年に現役をセミリタイアしてブッカーとしてWCWに復帰。エリック・ビショフやケビン・サリバンらと共に『マンデー・ナイトロ』のシナリオ作成を担当した。

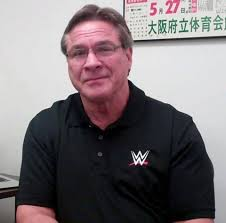
2015年

以降、ブッカーやライターなどクリエイティブ・スタッフとしてWCWとWWFを行き来し、ライバル関係にあった両団体の番組構成（WCWの『マンデー・ナイトロ』とWWFの『ロウ・イズ・ウォー』）に横断的に携わるようになる。1998年から1999年にかけてはアティテュード路線最盛期のWWFに所属していたが、2000年よりシナリオ・ライターのビンス・ルッソらと共にWCWに復職。2001年3月のWCW崩壊後はカナダ・オンタリオ州のボーダー・シティ・レスリングに参画した。
2002年9月より『スマックダウン』のロード・エージェントとしてWWEに迎えられたものの、翌2003年7月に解雇。以降はTNAを中心に活動し、2004年1月にはIWAジャパンに来日した。
2011年5月20日付でTNAを離れ、WWEに復職。2013年からはNXTのトレーニング施設であるWWEパフォーマンス・センターのトレーナーを務めている。

## 得意技
- コック・オブ・ザ・ウォーク（Cock of the Walk）
- ルースター・ウイング（Rooster Wing）
- フライング・フォアアーム (Five-Arm)
- サンセット・フリップ

## 獲得タイトル
ナショナル・レスリング・アライアンス
- NWA世界ジュニアヘビー級王座：1回[7]

サウスイースタン・チャンピオンシップ・レスリング
- NWAサウスイースタン・ヘビー級王座：1回[4]
- NWAサウスイースタンTV王座：1回[25]

ジョージア・チャンピオンシップ・レスリング
- NWAナショナルTV王座：1回[5]
- NWAナショナル・ヘビー級王座：1回[26]

セントラル・ステーツ・レスリング
- NWAセントラル・ステーツTV王座：1回[6]
- NWAセントラル・ステーツ・タッグ王座：1回（w / ブルドッグ・ボブ・ブラウン）[27]

コンチネンタル・レスリング・アソシエーション
- AWA南部ヘビー級王座：3回[10]
- AWA南部タッグ王座：1回（w / スティーブ・カーン）[9]
- CWAミッドアメリカ・ヘビー級王座：1回[11]
- CWAインターナショナル・ヘビー級王座：2回[28]

ミッドサウス・レスリング・アソシエーション / ユニバーサル・レスリング・フェデレーション
- ミッドサウス北米ヘビー級王座：1回[13]
- ミッドサウスTV王座：2回[12]
- UWF世界TV王座：2回[15]
- UWF世界タッグ王座：2回（w / ハクソー・ジム・ドゥガン、クリス・アダムス）[16]

ワールド・クラス・チャンピオンシップ・レスリング
- WCWAテキサス・ヘビー級王座：1回[18]
- WCWA世界タッグ王座：1回（w / アイスマン・キング・パーソンズ）[19]

ワールド・チャンピオンシップ・レスリング
- WCW世界6人タッグ王座：1回（w / トーマス・リッチ&リチャード・モートン）[29]
- WCW USタッグ王座：1回（w / グレッグ・バレンタイン）[22]

ボーダー・シティ・レスリング
- BCWカンナム・タッグ王座：1回（w / サイラス）[2]

ミッドアトランティック・チャンピオンシップ・レスリング（インディー）
- NWAミッドアトランティック・タッグ王座：1回（w / リック・スタイナー）[2]